# Mark Tremonti

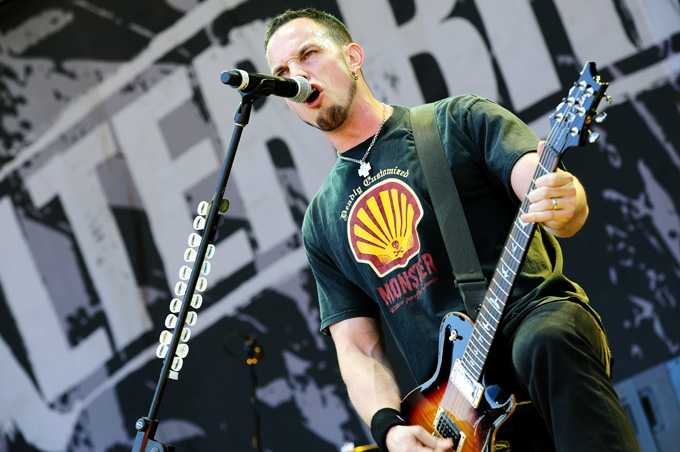
Tremonti tijdens een optreden in 2012

Mark Thomas Tremonti (Detroit, 18 april 1974) is een Amerikaanse zanger, songwriter en gitarist.
Tremonti is oprichter en gitarist van de post-grungeband Creed en van de rockband Alter Bridge. Ondertussen heeft Tremonti ook een eigen band opgericht met hemzelf als zanger, namelijk Tremonti. Hiermee heeft hij het album All I Was uitgebracht in 2012. De tour bij dit album werd volbracht met behulp van bassist Wolfgang Van Halen. In 2015 bracht Tremonti zijn tweede album uit genaamd Cauterize. In 2016 volgde Dust, waarna in 2018 A Dying Machine.
- Bibliothèque nationale de France: cb16702517s (data)
- Gemeinsame Normdatei: 135130220
- International Standard Name Identifier: 0000 0001 1933 8499
- Library of Congress Control Number: nb2006011862
- MusicBrainz: bbb1e25d-5ae6-4cdc-82ee-6c47736e61ae
- Nationale Bibliotheek van Tsjechië: js20030331006
- Virtual International Authority File: 41362394
- WorldCat: E39PBJr3mcrgVxPxcrW8DRwBfq